# Junodia lameyi
Junodia lameyi är en bönsyrseart som beskrevs av Max Beier 1942. Junodia lameyi ingår i släktet Junodia och familjen Hymenopodidae. Inga underarter finns listade i Catalogue of Life.